# ترك درة
ترك درة هي قرية في مقاطعة شاهين دج، إيران. يقدر عدد سكانها بـ 71 نسمة بحسب إحصاء 2016.